# Crepidium dewildeanum
Crepidium dewildeanum är en orkidéart som beskrevs av Dariusz Lucjan Szlachetko och Marg.. Crepidium dewildeanum ingår i släktet Crepidium, och familjen orkidéer.
Artens utbredningsområde är Sumatera. Inga underarter finns listade i Catalogue of Life.